# Dhahran
Dhahran (tiếng Ả Rập: الظهران aẓ-Ẓahrān) là một thành phố thuộc vùng Đông của Ả Rập Xê Út. Đây là một trung tâm quản trị lớn của ngành dầu mỏ Ả Rập Xê Út. Dhahran cùng với các thành phố lân cận là Dammam và Khobar tạo thành vùng đô thị Dammam với dân số ước tính là 4,14 triệu người vào năm 2012.
Vào năm 1931, lần đầu tiên xác định được trữ lượng dầu mỏ lớn tại khu vực Dhahran, và đến năm 1935 thì Standard Oil khoan được giếng dầu đầu tiên khả thi về thương mại. Standard Oil sau đó lập một công ty con tại Ả Rập Xê Út mang tên là Công ty Dầu mỏ Ả Rập-Hoa Kỳ (ARAMCO), song hiện là công ty quốc doanh hoàn toàn với tên gọi là Saudi Aramco. Dhahran là trụ sở của Saudi Aramco trong hơn 80 năm, và có tổ hợp ký túc xá đầu tiên và lớn nhất của công ty.

## Địa lý
Dhahran nằm sát phía tây của Khobar, và cách 15 km về phía nam của Dammam. Hai thành phố này đều là các thành phố cảng lâu năm của Ả Rập Xê Út bên vờ vịnh Ba Tư. Trên phạm vi xa hơn, Dhahran nằm về phía đông bắc của Abqaiq, đông nam của Qatif, và xa về phía bắc là cảng dầu lớn Ras Tanura. Vương quốc Bahrain cũng nằm gần thành phố về phía đông (khoảng 32 km), cách Khobar qua đường đắp cao Quốc vương Fahd.
Tồn tại một số điểm nhấn nổi tiếng trong thành phố Dhahran, như Tháp đồng hồ KFUPM hay Tháp Al-Midra của Saudi Aramco hay Trung tâm Quốc vương Abdulaziz về Văn hoá thế giới. Tuy nhiên, các toà nhà cao nhất tại Dhahran hiện là toà tháp đôi Al-Othman nằm tại phía đông bắc thành phố, ngay sát Khobar.
Phần hoang mạc xây dựng thành phố có địa hình nhiều đồi núi và nhiều đá, và hầu hết các giếng dầu có sản lượng cao vào thời đầu là được khoan trong khu vực, như giếng Dammam số 7, đây là giếng dầu đầu tiên khả thi về thương mại tại Ả Rập Xê Út trong thập niên 1930. Giếng này vẫn được khai thác trong 70 năm sau đó. Sau đó, hai khu đồi cằn cỗi lân cận được chọn để Aramco xây dựng trụ sở.
Vùng Dhahran-Dammam cùng với Jeddah là hai vùng được chọn làm địa điểm tiềm năng để xây dựng lò phản ứng hạt nhân đầu tiên tại Ả Rập Xê Út.
Khí hậu Dhahran có đặc điểm là mùa hè thuộc vào hàng ấm nhất và ẩm nhất trên thế giới còn mùa đông hầu như không có sương giá. Nhiệt độ có thể vượt trên 40 °C vào mùa hè, đi kèm với độ ẩm cao đến 85% do thành phố nằm gần vịnh Ba Tư. Nhiệt độ cao kỷ lục tại Dhahran là 51,1 °C. Vào mùa đông, nhiệt độ hiếm khi xuống dưới -2 °C, nhiệt độ thấp kỷ lục là -5 °C vào tháng 1 năm 1964. Mưa hầu như chỉ xuất hiện từ tháng 11 đến tháng 5. Các cơn gió Shamal thường thổi qua thành phố vào các tháng đầu mùa hè, đem theo các cơn bão bụi làm giảm tầm nhìn xuống chỉ còn vài mét. Các cơn gió này kéo dài đến sáu tháng.
Theo tường thuật thì vào ngày 8 tháng 7 năm 2003, điểm sương là 35 °C còn nhiệt độ là 42 °C, cho thấy một chỉ số nhiệt là 79 °C, một trong các chỉ số nhiệt cao kỷ lục.
| Dữ liệu khí hậu của Dhahran, Ả Rập Xê Út     | Dữ liệu khí hậu của Dhahran, Ả Rập Xê Út | Dữ liệu khí hậu của Dhahran, Ả Rập Xê Út | Dữ liệu khí hậu của Dhahran, Ả Rập Xê Út | Dữ liệu khí hậu của Dhahran, Ả Rập Xê Út | Dữ liệu khí hậu của Dhahran, Ả Rập Xê Út | Dữ liệu khí hậu của Dhahran, Ả Rập Xê Út | Dữ liệu khí hậu của Dhahran, Ả Rập Xê Út | Dữ liệu khí hậu của Dhahran, Ả Rập Xê Út | Dữ liệu khí hậu của Dhahran, Ả Rập Xê Út | Dữ liệu khí hậu của Dhahran, Ả Rập Xê Út | Dữ liệu khí hậu của Dhahran, Ả Rập Xê Út | Dữ liệu khí hậu của Dhahran, Ả Rập Xê Út | Dữ liệu khí hậu của Dhahran, Ả Rập Xê Út |
| Tháng                                        | 1                                        | 2                                        | 3                                        | 4                                        | 5                                        | 6                                        | 7                                        | 8                                        | 9                                        | 10                                       | 11                                       | 12                                       | Năm                                      |
| -------------------------------------------- | ---------------------------------------- | ---------------------------------------- | ---------------------------------------- | ---------------------------------------- | ---------------------------------------- | ---------------------------------------- | ---------------------------------------- | ---------------------------------------- | ---------------------------------------- | ---------------------------------------- | ---------------------------------------- | ---------------------------------------- | ---------------------------------------- |
| Cao kỉ lục °C (°F)                           | 30 (86)                                  | 36.2 (97.2)                              | 38.8 (101.8)                             | 45 (113)                                 | 49.5 (121.1)                             | 49 (120)                                 | 49 (120)                                 | 48.5 (119.3)                             | 46.6 (115.9)                             | 44.5 (112.1)                             | 37.5 (99.5)                              | 31 (88)                                  | 49.5 (121.1)                             |
| Trung bình ngày tối đa °C (°F)               | 20.8 (69.4)                              | 22.3 (72.1)                              | 25.6 (78.1)                              | 32.4 (90.3)                              | 38.7 (101.7)                             | 41.7 (107.1)                             | 43.3 (109.9)                             | 42.4 (108.3)                             | 40.3 (104.5)                             | 35.6 (96.1)                              | 28.9 (84.0)                              | 23.2 (73.8)                              | 32.9 (91.3)                              |
| Trung bình ngày °C (°F)                      | 15.5 (59.9)                              | 16.7 (62.1)                              | 20.6 (69.1)                              | 25 (77)                                  | 30.6 (87.1)                              | 33.4 (92.1)                              | 35.2 (95.4)                              | 34.4 (93.9)                              | 31.9 (89.4)                              | 27.9 (82.2)                              | 22.3 (72.1)                              | 17 (63)                                  | 25.9 (78.6)                              |
| Tối thiểu trung bình ngày °C (°F)            | 10.2 (50.4)                              | 11.5 (52.7)                              | 14.7 (58.5)                              | 19.7 (67.5)                              | 24.6 (76.3)                              | 27.5 (81.5)                              | 28.9 (84.0)                              | 28.7 (83.7)                              | 25.6 (78.1)                              | 22 (72)                                  | 17.1 (62.8)                              | 12.4 (54.3)                              | 20.2 (68.5)                              |
| Thấp kỉ lục °C (°F)                          | −1 (30)                                  | 3 (37)                                   | 6 (43)                                   | 10 (50)                                  | 14 (57)                                  | 19.4 (66.9)                              | 21 (70)                                  | 19.5 (67.1)                              | 18.5 (65.3)                              | 13.4 (56.1)                              | 8 (46)                                   | 3.4 (38.1)                               | −1 (30)                                  |
| Lượng Giáng thủy trung bình mm (inches)      | 17.7 (0.70)                              | 15.2 (0.60)                              | 35.3 (1.39)                              | 3.5 (0.14)                               | 1.2 (0.05)                               | 0 (0)                                    | 0 (0)                                    | 0 (0)                                    | 0 (0)                                    | 0.3 (0.01)                               | 18.6 (0.73)                              | 15.7 (0.62)                              | 107.5 (4.24)                             |
| Số ngày giáng thủy trung bình                | 11                                       | 9.7                                      | 16.2                                     | 7.6                                      | 2.2                                      | 0.1                                      | 0.1                                      | 0                                        | 0.1                                      | 0.6                                      | 4.9                                      | 10.2                                     | 62.7                                     |
| Độ ẩm tương đối trung bình (%)               | 73                                       | 68                                       | 60                                       | 55                                       | 43                                       | 34                                       | 36                                       | 44                                       | 53                                       | 60                                       | 64                                       | 66                                       | 55                                       |
| Nguồn 1: Đài Khí tượng Hồng Kông (1981–2000) |                                          |                                          |                                          |                                          |                                          |                                          |                                          |                                          |                                          |                                          |                                          |                                          |                                          |
| Nguồn 2: NOAA (cực độ và độ ẩm, 1961-1990)   |                                          |                                          |                                          |                                          |                                          |                                          |                                          |                                          |                                          |                                          |                                          |                                          |                                          |

## Lịch sử
Dhahran có người định cư từ trước năm 1938, tức năm phát hiện dầu mỏ tại vùng lân cận.
Trong Chiến tranh thế giới thứ hai, vào ngày 19 tháng 10 năm 1940 Không quân Ý tấn công Dhahran trong chiến dịch oanh tạc Bahrain, gây thiệt hại nhỏ.
Năm 1944, Hoa Kỳ được cho phép xây dựng một căn cứ hải quân tại Dhahran. Việc xây dựng bắt đầu vào năm 1945 và được hoàn thành vào năm 1946. Căn cứ được chuyển giao cho chính quyền sở tại khi hợp đồng thuê mãn hạn vào đầu thập niên 1960.
Năm 1950, Dhahran có dân số khoảng 7.000 người.
Trong Chiến tranh vùng Vịnh, thành phố là nơi xảy ra sự kiện tổn thất nhân mạng lớn nhất của liên quân. Ngày 25 tháng 2 năm 1991, một tên lửa Al Hussein của Iraq bắn trúng một doanh trại của Hoa Kỳ trong thành phố, khiến 28 lính dự bị Hoa Kỳ thiệt mạng.

## Kinh tế
Dhahran có trụ sở của Saudi Aramco. Đây là công ty dầu mỏ lớn nhất thế giới, sở hữu trữ lượng dầu mỏ lớn nhất thế giới, và sản xuất khoảng 10 triệu thùng dầu mỗi ngày. Hầu hết dầu mỏ được xuất khẩu do nhu cầu nội địa chỉ bằng khoảng 12% tổng sản lượng.
Trải qua hơn 70 năm, Dhahran vẫn là trụ sở toàn cầu của Saudi Aramco và là trung tâm về tài chính, khai thác, kỹ thuật, dịch vụ khoan, dịch vụ y tế, cung cấp vật liệu và các thể chế khác của công ty.

## Nhân khẩu
Cư dân Dhahran phần lớn là công dân Ả Rập Xê Út, song cũng có nhiều ngoại kiều đến từ các quốc gia châu Á như Ấn Độ, Bangladesh, Indonesia, Nepal, Pakistan và Philippines, và các quốc gia khác. Ngoài ra, cũng có nhiều người Ả Rập không phải công dân Ả Rập Xê Út sống tại Dhahran, như người Ai Cập, Jordan, Liban, Palestine, Sudan và Syria. Năm 1993, dân số thành phố là 73.691 người. Theo điều tra vào năm 2004 thì tổng dân số Dhahran là 97.446 người.
Nhiều công ty thuê số lượng tương đối lớn người nước ngoài đã cho xây dựng các tổ hợp có hàng rào, bên trong đó chỉ có người nước ngoài sống. Tổ hợp lớn nhất là Trại nhà ở Saudi Aramco tại Dhahran cung cấp chỗ ở cho người thuộc nhiều quốc tịch khác nhau. Ban đầu, nó được xây để cung cấp chỗ ở cho người nước ngoài làm việc cho công ty dầu mỏ (chủ yếu là người Mỹ) để tạo ra mức độ thoải mái kiểu Tây phương nhất định và tách khỏi các hạn chế của pháp luật Ả Rập Xê Út và Hồi giáo. Tuy nhiên, cộng đồng nay chuyển đổi theo hướng giảm số cư dân Tây phương và đa dạng hoá về dân tộc. Ngoài ra còn có một số khu phố, hay khu ngoại ô nằm ngay bên ngoài trại chính của Saudi Aramco, như quận Doha, quận Dana và quận Aljamiah, tại đó Saudi Aramco cho nhân viên bản địa vay tiền để mua nhà.
Dhahran có điểm độc đáo là đa số cư dân sống trong các cộng đồng có hàng rào bao quanh, được xây dựng bởi Saudi Aramco, KFUPM hoặc là quân đội.

## Chính quyền
Dhahran thuộc vùng Đông, là vùng lớn nhất của Ả Rập Xê Út. Giống như toàn quốc, luật Shari’a hay còn gọi là luật Hồi giáo được áp dụng. Sau cuộc bầu cử chính quyền đô thị tại Ả Rập Xê Út vào năm 2005, các thành viên của hội đồng đô thị được bầu ra.
Dhahran được bảo vệ do là một thành phố có tính hiển thị cao. Lực lượng khẩn cấp đặc biệt Ả Rập Xê Út đặt trụ sở lực lượng vùng Đông của họ tại Dhahran gần trại nhà ở của Saudi Aramco. Ngoài ra, có nhiều chốt kiểm soát an ninh trên khắp thành phố, gần như luôn thường trực kể từ các vụ đánh bom tổ hợp Riyadh vào năm 2003.
Lãnh sự quán Hoa Kỳ tại Dhahran được khánh thành vào năm 1944.

## Giao thông

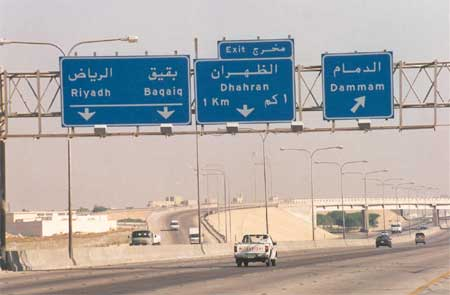
Đường đến cổng chính của Saudi Aramco tại Dhahran

Do là trung tâm của ngành dầu mỏ quốc gia, Dhahran có được hạ tầng giao thông tốt cả về đối nội và đối ngoại, đặc biệt là sau cuộc hiện đại hoá quy mô lớn hạ tầng đường cao tốc quốc gia trong các thập niên 1970 và 1980.
Hệ thống đường cao tốc trải rộng tại khu vực Dhahran, Khobar, Dammam phục vụ ngành dầu mỏ quan trọng chiến lược của quốc gia dưới quyền Saudi Aramco, cũng như phục vụ cư dân địa phương. Tuy nhiên, sở hữu ô tô trong vương quốc này đã tăng vọt nên thường khiến cho các tuyến đường bình thường bị tắc nghẽn vào lúc cao điểm.
Sân bay Dhahran từng là một trong ba sân bay quốc tế chính của Ả Rập Xê Út, nó được khánh thành vào năm 1946 và hiện là một căn cứ của Không quân Ả Rập Xê Út. Ngày nay, Sân bay quốc tế Quốc vương Fahd (DMM) đã thay thế Sân bay Dhahran về chức năng thương mại, tư nhân và chở hàng, phục vụ cho toàn vùng đô thị Dhahran, Dammam và Khobar. Khoảng cách từ nhà ga sân bay đến Dhahran là khoảng 40 km. Hàng không Saudi Aramco điều hành nhà ga riêng của họ trong Sân bay quốc tế Quốc vương Fahd, đó là nơi cát cánh toàn bộ các chuyến bay của công ty.
Một tuyến đường sắt công nghiệp có một nhà ga nằm gần Dhahran vẫn còn tồn tại, nối thành phố với thủ đô Riyadh.
Xe buýt công công chỉ hiện hữu rất hạn chế, còn dịch vụ taxi có mức giá hợp lý và phổ biến hơn. Các công ty lớn như Saudi Aramco vận hành hệ thống giao thông buýt riêng, nối các khu nhà ở và công nghiệp của công ty với Dhahran, Dammam và Khobar. Nhiều tổ hợp nhà ở nhỏ cũng vận hành dịch vụ buýt riêng, thường là để cư dân đi đến nơi làm việc hoặc đi mua sắm.

## Thông tin
Thông tin điện thoại di động chủ yếu được cung cấp bởi STC, Mobily và Zain, họ cung cấp các dịch vụ 3G và 4G cho khách hàng của mình. STC cũng cung cấp dịch vụ điện thoại cố định qua Al-Hatif, và cung cấp dịch vụ internet qua Saudi Data. Có một số nhà cung cấp dịch vụ internet khác như Al-Alamiah, ArabNet, Nesma. Hai dịch vụ DSL và FTTH đều hiện hữu.
Một số đài phát thanh nổi tiếng được phát từ Aramco, như Radio Sawa, Studio One 91.4 FM, và Radio 96.5 FM của Bahrain. Truyền hình vệ tinh chi phối thị trường, trong đó Orbit Showtime nổi bật nhất, ngoài ra còn có các nhà khai thác truyền hình vệ tinh Arabsat và Nilesat.

## Giáo dục
Giáo dục Dhahran có hai khu vực là công và tư. Các trường học công (K-12) mở cửa cho mọi đối tượng, tuân thủ nghiêm ngặt chương trình giảng dạy của Bộ Giáo dục. Các trường học công cũng chia thành hai loại là trường học do Saudi Aramco xây dựng và trường học cho chính quyền xây dựng. Các trường học do Saudi Aramco xây dựng thường có tiêu chuẩn xây dựng cao hơn, song không phải là do công ty điều hành. Các trường học tư cũng giảng dạy chương trình của Bộ Giáo dục, song họ được linh hoạt hơn trong một số khía cạnh, như tăng cường so với đề cương của Bộ Giáo dục khi giảng dạy tiếng Anh và các ứng dụng máy tính. Các trường phổ thông thuộc Đại học Quốc vương Fahd về Dầu mỏ và Khoáng sản, và các trường Dhahran Ahliyyah thuộc nhóm trường tư thục hàng đầu tại Ả Rập Xê Út.
Một số trường học tại Dhahran giảng dạy chương trình của quốc gia quê hương của học sinh, như Trường quốc tế Pakistan, Trường quốc tế Ấn Độ, Trường Ngữ pháp Anh Dhahran, Trường Tiểu học và Trung học Dhahran, Trường Trung học Dhahran. Trường Trung học Dhahran thuộc Tổ chức các trường quốc tế và chủ yếu gồm học sinh ngoại quốc như Mỹ, Anh, Liban, Philippines và Ấn Độ. Trường Dhahran và Trường Dhahran Hills là các trường học theo chương trình giảng dạy của Hoa Kỳ do Saudi Aramco vận hành, nằm trong Trại nhà ở Saudi Aramco. Các trường học này chỉ dành cho con của các nhân viên ngoại quốc thuộc Saudi Aramco và hoàn toàn miễn phí.
Dhahran có Đại học Quốc vương Fahd về Dầu mỏ và Khoáng sản (KFUPM) nổi tiếng thế giới, và Trung tâm Đào tạo Aramco (ATC), tại đó nhiều nhân viên mới của Saudi Aramco sẽ học các kỹ năng hữu ích như tiếng Anh, toán học kinh doanh, vật lý, và các kỹ năng máy tính. Đại học Imam Abdulrahman Bin Faisal và Đại học Hoàng từ Mohammad bin Fahd lần lượt nằm gần và trong địa giới thành phố.